# Årnes, Agder
Årnes är en tidigare tätort i Lyngdals kommun i Agder fylke i södra Norge. Orten ligger vid fylkesväg 4102, vid sidan av fylkesväg 464, nordväst om staden Lyngdal.
Sedan 2018 räknas orten inte längre som en tätort.